# Hyloniscus motasi
Hyloniscus motasi is een pissebed uit de familie Trichoniscidae. De wetenschappelijke naam van de soort is voor het eerst geldig gepubliceerd in 1976 door Radu.